# Navio
Římská pevnost Navio shlíží na zátočinu řeky Noe v Brough-on-Noe poblíž vesnice Hope v anglickém hrabství Derbyshire. Pevnost Navio a vicus (civilní osada) jsou starověkou chráněnou památkou. Jde o nejlépe zachovanou římskou pevnost v Midlands.

## Název pevnosti
Navio je latinské pojmenování, které vystihuje, že pevnost leží na řece. Římský název později vystřídalo pojmenování brough, které pochází ze staroanglického slova „pevnost“.

## Umístění
Pevnost stojí na vyvýšenině nad ostrou zákrutou řeky Noe a jejím soutokem s Bradwell Brook na severním konci údolí Bradwell Dale. Tyto vodní toky tvořily přirozenou obranu severní a východní strany pevnosti; na východě řeka část pevnosti v průběhu staletí rozrušila.

## Popis, fáze výstavby
Pevnost původně zabírala plochu zhruba 1,2 hektaru. Měla klasický tvar obdélníka (zhruba 90 metrů krát 105). Vykopávky ukázaly, že výstavba proběhla celkem ve čtyřech fázích. Pevnost postavili kolem roku 80, třicet let po římské invazi. Stala se součástí linie pevností, k níž patřila i ta v Templeborough (na východ od Sheffieldu) a ještě starší pevnosti v Chesterfieldu.

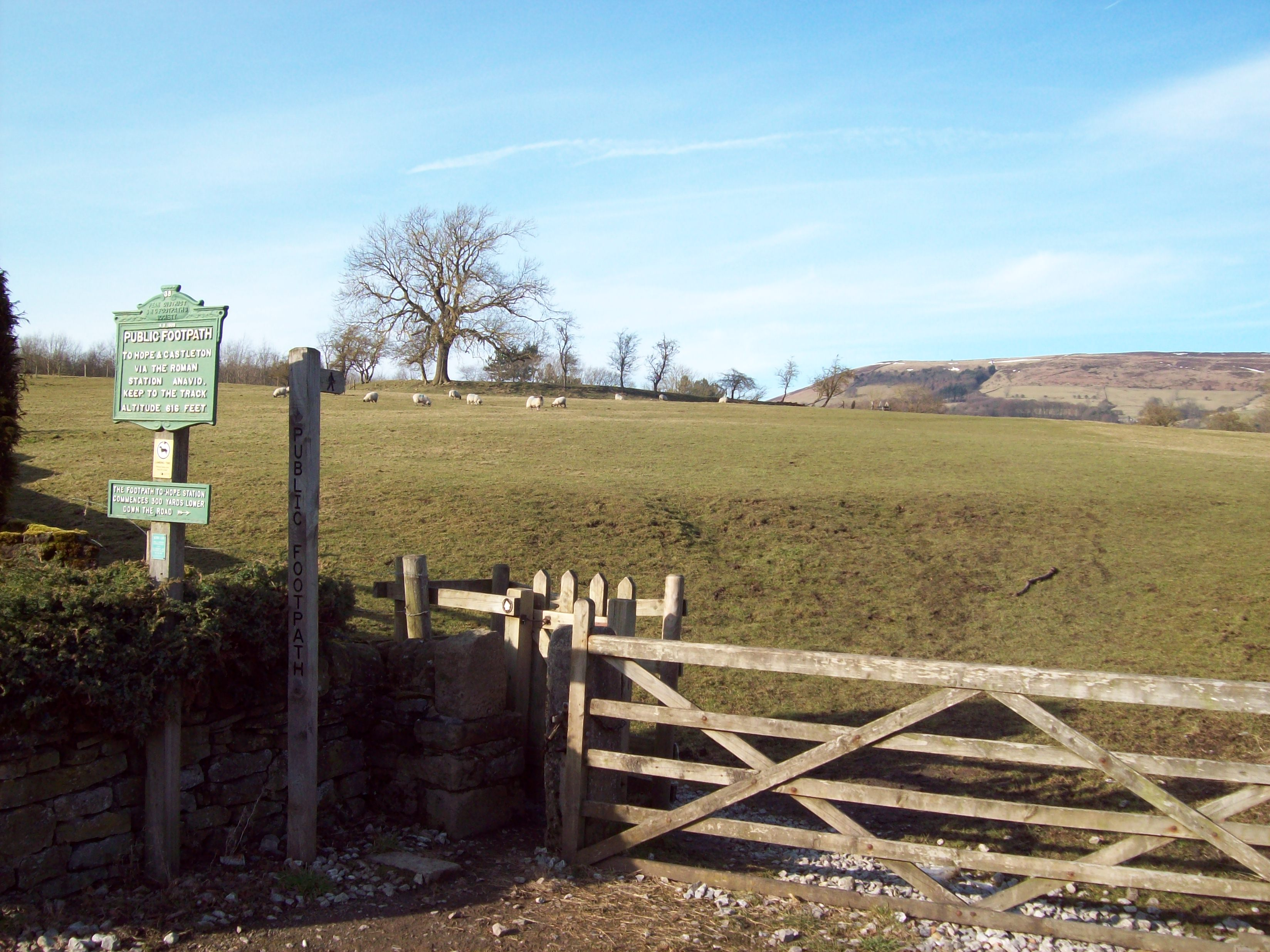
Cesta k pevnosti od římské silnice Batham Gate

V roce 125 ji opustili, protože oddíly bylo třeba přesunout na sever; znovu byla obsazena v letech 154–158. Nápis dokládá, že budovu Principia, velitelství pevnosti, postavili v roce 158. Původně dřevěnou stavbu obehnanou valem přibližně o 200 let později vybudovali z kamene. Ještě později došlo k přestavbě.
Pevnost sloužila zhruba do roku 350.
Kolem vyvýšené plošiny se dochovaly valy a příkopy, v zemi zbytky zdí a bylo nalezeno několik kamenných desek. Při vykopávkách v roce 1903 byla objevena podzemní místnost budovy Principia.

## Strategická poloha
Pevnost střežila přechod přes řeku a provoz na římské silnici Doctors Gate, která vedla na severozápad k větší pevnosti Melandra (zvané též Ardotalia), která ležela poblíž města Glossop, Portway road vedla k jihu a k silnici Batham Gate (do pevnosti v Templeborough a římského lázeňského města Aquae Arnemetiae, v moderní době zvaném Buxton). Po této silnici se vozilo olovo z hornaté anglické oblasti Peak District. 

## Nálezy

### Centuriální kámen

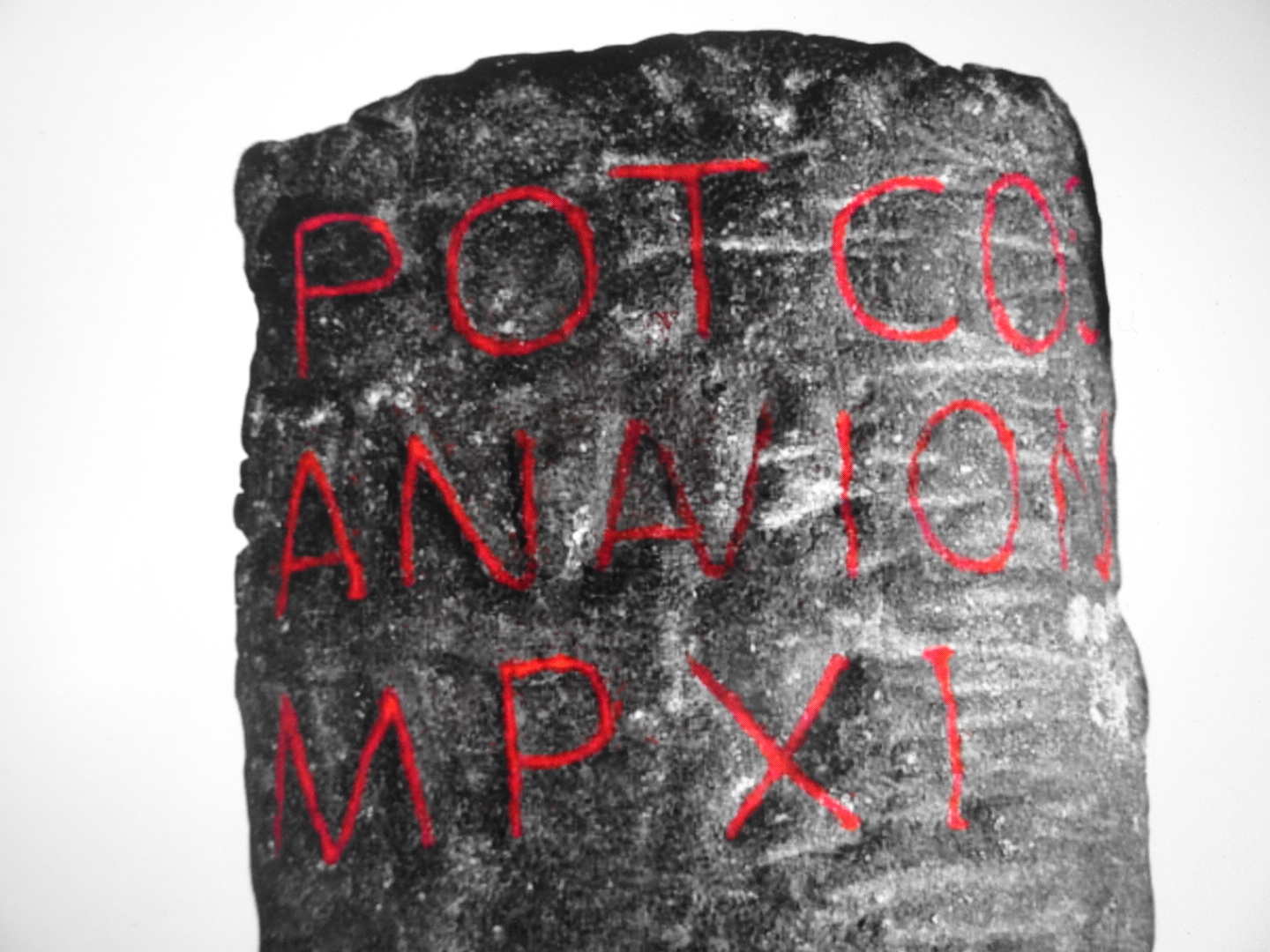
Nápis na římském milníku nalezeném v Silverlands v Buxtonu

Velký centuriální kámen nalezený v Naviu pochází z přestavby pevnosti v roce 154 (případně 158, kterou provedli vojáci z jihozápadní Francie. Nápis na něm zní: „1. kohorta Akvitánců pod vedením Julia Vera, císařského guvernéra Británie, podle pokynů kapitána Fusca, prefekta kohorty, postavil tento kámen na počest císaře Caesara Tita Aelia Hadriana Antonina Augusta Pia, otce své země“. Centuriální kámen a oltář zasvěcený bohyni zvané Arnemetia nebo Arnomecta byly nalezeny v roce 1903 pod velitelstvím pevnosti. Jsou vystaveny v muzeu v Buxtonu.

### Milník, nález z roku 1862
V tomto roce byl v Buxtonu (přesněji řečeno v jeho části Silverlands) nalezen v hrabství Derbyshire nejstarší milník s nápisem, který po sobě zanechali Římané. Píše se tam ‘TRIB POT COS II P P A NAVIONE M P XI’, což znamená „z moci tribuna, dvakrát konzula, otce této země, od Navia 11 mil“. Jméno tribuna, který ho dal postavit a napsat na něj, že římská pevnost Navio je vzdálená 11 mil, ve sdělení chybí. 

### Vicus
V roce 2019 byla při vykopávkách odhalena civilní osada (vicus), která s pevností těsně sousedila. Objeveny byly základy kamenných a dřevěných budov. Dále bylo nalezeno mnoho úlomků keramiky, otesané kameny, mince a dvě kamenné koule – střelivo pro balisty. Keramiky bylo nalezeno více než 1700 kusů, v široké škále od té zhotovené na místě po dovezenou drahou terra sigillata a úlomky amfor.
Vicus byl pravděpodobně opuštěn ve stejné době jako pevnost, tj. v průběhu 4. století.